# 섬광천사 리토나 리리셰
섬광천사 리토나 리리셰는 테일즈샵에서 제작한 비주얼 노벨 게임이다.

## 등장인물
리토나 리리셰
CV. 장예나
다른 세계에서 넘어온 마법소녀. 자신이 살고 있던 세계의 강력한 적이 이곳 세계로 온 것을 포착하고 이 세계의 사람들을 보호하기 위해 찾아왔다. 주어진 의무에서 결코 물러나지 않는 굳건한 의지와 괴로워하는 사람을 보아 넘기지 않는 상냥한 성품을 지니고 있다. 우연히 만난 천기신을 구한 것을 계기로 그의 연구소에서 신세를 지게 된다.
아코
CV. 방연지
천기신이 소유한 히어로 슈트의 코어인 인공지능 소녀. 히어로 슈트의 소유자가 슈트를 입을 경우 그 제어를 보조하고 작전을 짜는 역할을 하고 있으나 정작 천기신이 히어로가 되려는 의욕이 없어 항상 불만을 가지고 있다. 나이는 2살이지만 이미 인간 이상의 지능을 보유하고 있으며 사실상 사사건건 잔소리를 해대는 잔소리꾼.
바켄
CV. 권창욱
마법소녀 리토나 리리셰가 살던 세계에서 그녀와 적대하던 적 중 하나. 모종의 이유로 이 세계에 넘어왔으나 그를 쫓아온 리리셰와 다시 맞서게 된다.

## OST
섬광천사 리토나 리리셰 오리지널 사운드트랙
01 Todays
02 Shining Angel(리리셰 캐릭터송)
03 Be a Hero(아코 캐릭터송)
04 Darkness(배드엔딩 보컬곡)
05 Non Stop Speed
06 The Wing of Magic
07 The Gray World
08 Why are you Scared?
09 The Resurrection of Gaia
10 Your Happiness(노멀엔딩 보컬곡)
11 Lit The Fire(굿엔딩 보컬곡)
12 My Hero My Angel(주제곡)